# Sambenedettese Calcio 1984-1985
Questa voce raccoglie le informazioni riguardanti la Sambenedettese Calcio nelle competizioni ufficiali della stagione 1984-1985.

## Divise e sponsor
Lo sponsor ufficiale per la stagione 1984-1985 fu Pellicce Canali.
| Casa | Trasferta |

## Rosa

Stefano Borgonovo, autore di 13 gol nel suo unico campionato in rossoblù.

| N. |                   | Ruolo | Calciatore            |
| -- | ----------------- | ----- | --------------------- |
|    | Italia (bandiera) | D     | Vincenzo Attrice      |
|    | Italia (bandiera) | C     | Luca Birigozzi        |
|    | Italia (bandiera) | A     | Stefano Borgonovo     |
|    | Italia (bandiera) | A     | Salvatore Buoncammino |
|    | Italia (bandiera) | D     | Luigi Cagni           |
|    | Italia (bandiera) | C     | Pino D’Angelo         |
|    | Italia (bandiera) | C     | Guido Di Fabio        |
|    | Italia (bandiera) | P     | Nicola Di Leo         |
|    | Italia (bandiera) | D     | Danilo Ferrari        |
|    | Italia (bandiera) | P     | Roberto Incontri      |
|    | Italia (bandiera) | D     | Stefano Maccoppi      |

| N. |                   | Ruolo | Calciatore           |
| -- | ----------------- | ----- | -------------------- |
|    | Italia (bandiera) | C     | Tiziano Manfrin      |
|    | Italia (bandiera) | C     | Odilio Moro          |
|    | Italia (bandiera) | A     | Vanni Moscon         |
|    | Italia (bandiera) | C     | Carlo Odorizzi       |
|    | Italia (bandiera) | D     | Giancarlo Petrangeli |
|    | Italia (bandiera) | C     | Bruno Ranieri        |
|    | Italia (bandiera) | C     | Ferdinando Ruffini   |
|    | Italia (bandiera) | D     | Antonio Schio        |
|    | Italia (bandiera) | A     | Francesco Turrini    |
|    | Italia (bandiera) | A     | Francesco Zappasodi  |

## Risultati

### Serie B

#### Girone di andata
| 16 settembre 1984 1ª giornata | Sambenedettese | 1 – 3 | Lecce |  |

| 23 settembre 1984 2ª giornata | Catania | 1 – 1 | Sambenedettese |  |

| 30 settembre 1984 3ª giornata | Sambenedettese | 0 – 0 | Bologna |  |

| 7 ottobre 1984 4ª giornata | Monza | 2 – 0 | Sambenedettese |  |

| 14 ottobre 1984 5ª giornata | Sambenedettese | 1 – 0 | Cagliari |  |

| 21 ottobre 1984 6ª giornata | Genoa | 3 – 2 | Sambenedettese |  |

| 28 ottobre 1984 7ª giornata | Sambenedettese | 1 – 0 | Campobasso |  |

| 4 novembre 1984 8ª giornata | Triestina | 1 – 1 | Sambenedettese |  |

| 11 novembre 1984 9ª giornata | Sambenedettese | 0 – 0 | Pisa |  |

| 18 novembre 1984 10ª giornata | Bari | 1 – 0 | Sambenedettese |  |

| 25 novembre 1984 11ª giornata | Sambenedettese | 1 – 1 | Perugia |  |

| 2 dicembre 1984 12ª giornata | Sambenedettese | 1 – 0 | Cesena |  |

| 17 settembre 1989 13ª giornata | Pescara | 1 – 0 | Sambenedettese |  |

| 16 dicembre 1984 14ª giornata | Sambenedettese | 0 – 0 | Empoli |  |

| 23 dicembre 1984 15ª giornata | Varese | 1 – 1 | Sambenedettese |  |

| 6 gennaio 1985 16ª giornata | Sambenedettese | 0 – 0 | Padova |  |

| 13 gennaio 1985 17ª giornata | Arezzo | 1 – 0 | Sambenedettese |  |

| 20 gennaio 1985 18ª giornata | Taranto | 0 – 0 | Sambenedettese |  |

| 27 gennaio 1985 19ª giornata | Sambenedettese | 1 – 1 | Parma |  |

#### Girone di ritorno
| 3 febbraio 1985 20ª giornata | Lecce | 1 – 0 | Sambenedettese |  |

| 17 febbraio 1985 21ª giornata | Sambenedettese | 0 – 0 | Catania |  |

| 24 febbraio 1985 22ª giornata | Bologna | 1 – 0 | Sambenedettese |  |

| 3 marzo 1985 23ª giornata | Sambenedettese | 1 – 0 | Monza |  |

| 10 marzo 1985 24ª giornata | Cagliari | 0 – 1 | Sambenedettese |  |

| 17 marzo 1985 25ª giornata | Sambenedettese | 1 – 1 | Genoa |  |

| 24 marzo 1985 26ª giornata | Campobasso | 0 – 1 | Sambenedettese |  |

| 31 marzo 1985 27ª giornata | Sambenedettese | 1 – 1 | Triestina |  |

| 6 aprile 1985 28ª giornata | Pisa | 1 – 0 | Sambenedettese |  |

| 14 aprile 1985 29ª giornata | Sambenedettese | 1 – 1 | Bari |  |

| 21 aprile 1985 30ª giornata | Perugia | 1 – 1 | Sambenedettese |  |

| 28 aprile 1985 31ª giornata | Cesena | 1 – 0 | Sambenedettese |  |

| 5 maggio 1985 32ª giornata | Sambenedettese | 2 – 0 | Pescara |  |

| 12 maggio 1985 33ª giornata | Empoli | 1 – 1 | Sambenedettese |  |

| 19 maggio 1985 34ª giornata | Sambenedettese | 0 – 1 | Varese |  |

| 26 maggio 1985 35ª giornata | Padova | 0 – 0 | Sambenedettese |  |

| 2 giugno 1985 36ª giornata | Sambenedettese | 2 – 0 | Arezzo |  |

| 9 giugno 1985 37ª giornata | Sambenedettese | 2 – 1 | Taranto |  |

| 16 giugno 1985 38ª giornata | Parma | 2 – 2 | Sambenedettese |  |